# ヌイイ＝シュル＝マルヌ
ヌイイ＝シュル＝マルヌ （Neuilly-sur-Marne [nœji syʁ maʁn] ( 音声ファイル)）は、フランス、イル＝ド＝フランス地域圏、セーヌ＝サン＝ドニ県のコミューン。

## 地理
パリの東約13.1km、マルヌ川の右岸に位置する。コミューン内を縦に国道N34が通っている。

## 歴史
旧石器時代の道具や燧石が発掘されている。ガロ＝ローマ時代には貴族の領土で名をNobiliacumといった。ガリア人はマルヌ川に面した突端の上に砦を築いていた。この砦は完全な状態で保存されている。ヌイイ＝シュル＝マルヌの名が初めて歴史上に現れるのは、998年にロベール2世が授けた憲章においてである。neuillyとはラテン語から生じた言葉で、『新しく切り開かれた土地』を意味する。当時、ボンディの森が近辺に広がっていたのである。
18世紀、コミューンの郊外は市場用の作物が育てられていた。周囲にはヴィル＝エヴラール城、アヴロン城、ブランシュ・ア・ガニー邸があり、コミューンの領域である草原が囲んでいた。アヴロン地区の丘陵には、ワイン用のブドウが栽培されていた。1789年、教会のポーチの前で住民集会が開かれ、初代市長ジャン＝ピエール・エルセンが選ばれた。1792年当時の人口は620人であった。ヴィル＝エヴラール城は国家に接収された。
1863年、セーヌ県は精神病院をつくるためにヌイイ＝シュル＝マルヌに土地を購入した。1868年にできたこの病院には、カミーユ・クローデル、アントナン・アルトーが収容されていた。1869年、ヴェル＝シュル＝マルヌとの間8kmをつなぐシェユ運河が開通した。それまでマルヌ川をいくフェリーに頼っていたが、1889年にマルヌ川に橋が架かった。1892年、ヌイイ＝シュル＝マルヌより分離して新たなコミューン、ヌイイ＝プレザンスが誕生した。1898年、メゾン＝ブランシュ療養所が完成した。この療養所は第一次世界大戦中に軍病院となった。

## 交通
- 鉄道 - RER A線ヌイイ＝プレザンス駅。パリのナシオン駅より約12分。
- バス - RATP（fr:Réseau de bus RATP）の路線が6本ある

## 関係者
著名出身者
- シルヴァン・ヴィルトール：サッカー選手
- ウィリアム・ヴァンクール：サッカー選手

ゆかりある人物
- カミーユ・クローデル：女性彫刻家。この地の精神病院で療養した。